# يوحنا بيرنس
يوحنا بيرنس (بالنرويجية: Johan Diederich Behrens)‏ (و. 1820 – 1890 م) هو ملحن، وموزع (موسيقى)، وعالم موسيقى نرويجي، ولد في برغن، توفي عن عمر يناهز 70 عاماً.